# Marcelo Gamarra
Marcelo Adrián Gamarra Batista (Montevideo, Uruguay, 1 de mayo de 1990) es un futbolista uruguayo. Juega de defensa en el Club Oriental de Football de la Primera División Amateur de Uruguay de Uruguay.

## Clubes
| Club                        | País    | Año         |
| --------------------------- | ------- | ----------- |
| Racing de Montevideo        | Uruguay | 2011 - 2014 |
| Deportivo Maldonado         | Uruguay | 2014 - 2015 |
| Central Español Fútbol Club | Uruguay | 2016        |
| Club Oriental de Football   | Uruguay | 2017 - 2018 |